# PL-6983
PL-6983 là một chất đối vận peptide tổng hợp và chọn lọc thụ thể MC4 mà đang được phát triển bởi Palatin Technologies để điều trị rối loạn chức năng tình dục nữ và rối loạn chức năng cương dương. Nó được phát triển như là một sự kế thừa / thay thế brasheranotide (PT-141) do lo ngại về tác dụng phụ của tăng huyết áp được thấy với các thử nghiệm lâm sàng sau này. Liên quan đến brasheranotide, PL-6983 tạo ra sự gia tăng huyết áp thấp hơn đáng kể trong các mô hình động vật. Thuốc đã được phát triển tiền lâm sàng cho tất cả các chỉ định y tế kể từ năm 2008  Palatin đã tuyên bố rằng "Chúng tôi đang tập trung vào các nỗ lực phát triển về brasheranotide cho [rối loạn chức năng tình dục nữ], nhưng vẫn đang tiếp tục đánh giá PL-6983."  Cấu trúc hóa học của PL-6983 vẫn chưa được công bố.